# Clover (Carolina del Sur)
Clover es un pueblo ubicado en el Condado de York en el estado estadounidense de Carolina del Sur. La localidad en el año 2000 tiene una población de 4.014 habitantes en una superficie de 7.3 km², con una densidad poblacional de 553.5 personas por km². 

## Geografía
Clover se encuentra ubicado en las coordenadas 35°6′44″N 81°13′37″O / 35.11222, -81.22694. Según la Oficina del Censo, el pueblo tiene un área total de 7,3 km² (2,8 mi²), de la cual 7,3 km² (2,8 mi²) es tierra y 0 km² (0 mi²) (0.0%) es agua.

### Localidades adyacentes
El siguiente diagrama muestra a las localidades en un radio de 20 kilómetros (12,4 mi) de Clover.

## Demografía
En el 2000 la renta per cápita promedia del hogar era de $37.335, y el ingreso promedio para una familia era de $43.276. El ingreso per cápita para la localidad era de $16.774. En 2000 los hombres tenían un ingreso per cápita de $33.945 contra $19.840 para las mujeres. Alrededor del 15.80% de la población estaba bajo el umbral de pobreza nacional. 